# 朝鮮軍 (日本軍)
朝鮮軍（ちょうせんぐん、旧字体：朝󠄁鮮軍）は、大日本帝国陸軍の軍の一つ。朝鮮を管轄した。朝鮮民族によって組織された軍隊ではない。

## 概要
日露戦争を機に大韓帝国へ駐留した大日本帝国陸軍の韓国駐箚軍（かんこくちゅうさつぐん）を前身とし、1910年（明治43年）の韓国併合に伴い朝鮮駐箚軍（ちょうせんちゅうさつぐん）に名称変更、1918年（大正7年）に朝鮮軍となった。司令部は当初漢城の城内に置かれたが、1908年10月1日に郊外の京城府龍山（現・ソウル特別市龍山区）に移転し、翌日から事務を開始した。
1945年（昭和20年）2月、戦況逼迫に伴い第17方面軍が設けられ朝鮮軍は廃止されたため、管轄区域の朝鮮軍管区は第17方面軍司令部が兼ねた朝鮮軍管区司令部が管轄した。

## 歴代朝鮮軍司令官

### 韓国駐箚軍司令官
- 原口兼濟中将：1904年（明治37年）3月11日 - 1904年9月8日
- 長谷川好道大将：1904年（明治37年）9月8日 - 1908年12月21日
- 大久保春野大将：1908年（明治41年）12月21日 - 1910年（明治43年）10月1日

### 朝鮮駐箚軍司令官
- 大久保春野大将：1910年（明治43年）10月1日 - 1911年8月18日
- 上田有沢中将：1911年（明治44年）8月18日 - 1912年2月14日
- 安東貞美中将：1912年（明治45年）2月14日 - 1915年1月25日
- 井口省吾中将：1915年（大正4年）1月25日 - 1916年8月18日
- 秋山好古中将：1916年（大正5年）8月18日 - 1917年8月6日
- 松川敏胤中将：1917年（大正6年）8月6日 - 1918年（大正7年）6月1日

### 朝鮮軍司令官
- 松川敏胤中将：1918年（大正7年）6月1日 - 1918年7月24日
- 宇都宮太郎中将：1918年（大正7年）7月24日 - 1920年8月16日
- 大庭二郎中将：1920年（大正9年）8月16日 - 1922年11月24日
- 菊池慎之助中将：1922年（大正11年）11月24日 - 1924年8月20日
- 鈴木荘六中将：1924年（大正13年）8月20日 - 1926年3月2日
- 森岡守成大将：1926年（大正15年）3月2日 - 1927年3月5日
- 金谷範三中将：1927年（昭和2年）3月5日 - 1929年8月1日
- 南次郎中将：1929年（昭和4年）8月1日 - 1930年12月22日
- 林銑十郎中将：1930年（昭和5年）12月22日 - 1932年5月26日
- 川島義之中将：1932年（昭和7年）5月26日 - 1934年8月1日
- 植田謙吉中将：1934年（昭和9年）8月1日 - 1935年12月2日
- 小磯國昭中将：1935年（昭和10年）12月2日 - 1938年7月15日
- 中村孝太郎大将：1938年（昭和13年）7月15日 - 1941年7月7日
- 板垣征四郎大将：1941年（昭和16年）7月7日 - 廃止

## 歴代朝鮮軍参謀長
※『日本陸海軍総合事典 第2版』360頁による。

### 韓国駐箚軍参謀長
- 斎藤力三郎中佐：1904年（明治37年）3月19日 - 1904年9月12日
- 落合豊三郎少将：1904年（明治37年）9月12日 - 1905年4月7日
- （兼）大谷喜久蔵少将：1905年（明治38年）4月8日 - 1906年6月1日
- 牟田敬九郎少将：1906年（明治39年）6月1日 - 1908年12月21日
- 明石元二郎少将：1908年（明治41年）12月21日 - 1910年6月15日
- 榊原昇造少将：1910年（明治43年）6月15日 - 1910年（明治43年）11月30日

### 朝鮮駐箚軍参謀長
- 柴勝三郎少将：1910年（明治43年）11月30日 - 1912年9月28日
- 立花小一郎少将：1912年（大正元年）9月28日 - 1914年4月17日
- 古海厳潮少将：1914年（大正3年）4月17日 - 1916年4月1日
- 白水淡少将：1916年（大正5年）4月1日 - 1917年8月6日
- 市川堅太郎少将：1917年（大正6年）8月6日 - 1918年（大正7年）6月1日

### 朝鮮軍参謀長
- 市川堅太郎少将：1918年（大正7年）6月1日 - 1918年11月1日
- 大野豊四少将：1918年（大正7年）11月1日 - 1921年7月20日
- 安満欽一少将：1921年（大正10年）7月20日 - 1923年8月6日
- 赤井春海少将：1923年（大正12年）8月6日 - 1926年3月2日
- 林仙之少将：1926年（大正15年）3月2日 - 1927年8月26日
- 寺内寿一少将：1927年（昭和2年）8月26日 - 1929年8月1日
- 中村孝太郎少将：1929年（昭和4年）8月1日 - 1930年12月22日
- 兒玉友雄少将：1930年（昭和5年）12月22日 - 1933年8月1日
- 大串敬吉少将：1933年（昭和8年）8月1日 - 1935年12月2日
- 佐枝義重少将：1935年（昭和10年）12月2日 - 1936年12月1日
- 久納誠一少将：1936年（昭和11年）12月1日 - 1938年3月1日
- 北野憲造少将：1938年（昭和13年）3月1日 - 1939年9月7日
- 加藤鑰平少将：1939年（昭和14年）9月7日 - 1941年3月1日
- 高橋坦少将：1941年（昭和16年）3月1日 - 1942年7月9日
- 井原潤次郎少将：1942年（昭和17年）7月9日 - 1945年（昭和20年）2月1日

### 朝鮮軍管区参謀長
- 井原潤次郎少将：1945年（昭和20年）2月1日 - 終戦

## 編制
大正10年（1921年）当時
- 朝鮮軍司令部
  - 第19師団
  - 第20師団
  - 永興湾要塞司令部
  - 鎮海湾要塞司令部
  - 朝鮮憲兵隊

昭和16年（1941）年当時
- 朝鮮軍司令部
  - 第19師団
  - 第20師団
  - 留守第19師団
  - 留守第20師団
  - 麗水要塞
  - 羅津要塞
  - 永興湾要塞
  - 鎮海湾要塞[2]